# Старый Сибай
Ста́рый Сиба́й (баш. Иҫке Сибай) — село в Баймакском районе Башкортостана России. Административный центр Сибайского сельсовета.

## Этимология
Название поселения Старый Сибай восходит к древнему башкирскому личному имени Сибай.

## География
Расположено на юго-востоке республики, у горы Айсувак хребта Ирендык Южного Урала, в 450 км на юго-восток от столицы республики — города Уфы, в 100 км от города Магнитогорска и в 6 км от города Сибая.

## Географическое положение
Расстояние до:
- районного центра (Баймак): 35 км,
- железнодорожной станции Сибай: 6 км.

## История
Основано в 1663 году переселенцами из селения Саньяп на восточном склоне хребта Ирендык
С 1798 по 1831 годы в деревне Сибаево находилась штаб-квартира начальника 6-го кантона Башкиро-мещерякского войска.
В 1850 жителями д. Сибаево основан выселок, получивший название Ново-Сибаево.

## Население
| 2002 | 2009  | 2010  | 2021  |
| ---- | ----- | ----- | ----- |
| 2209 | ↗2446 | ↗2746 | ↗3477 |

Согласно переписи 2020 года, преобладающая национальность — башкиры (95,3 %).

## Религия
В селе есть мечеть.

## Известные жители
Якупов, Гильман Гирфанович (1925 — 2012) — первый секретарь Хайбуллинского райкома КПСС (1962—1980), Герой Социалистического Труда (1971).